# Partia Pojednania Narodowego
Partia Pojednania Narodowego, PCN (hiszp. Partido de Conciliación Nacional) – konserwatywna partia polityczna w Salwadorze.
W ostatnich wyborach parlamentarnych zdobyła 8,79% głosów uzyskując 11 mandatów w Zgromadzeniu Ustawodawczym.